# Hialí

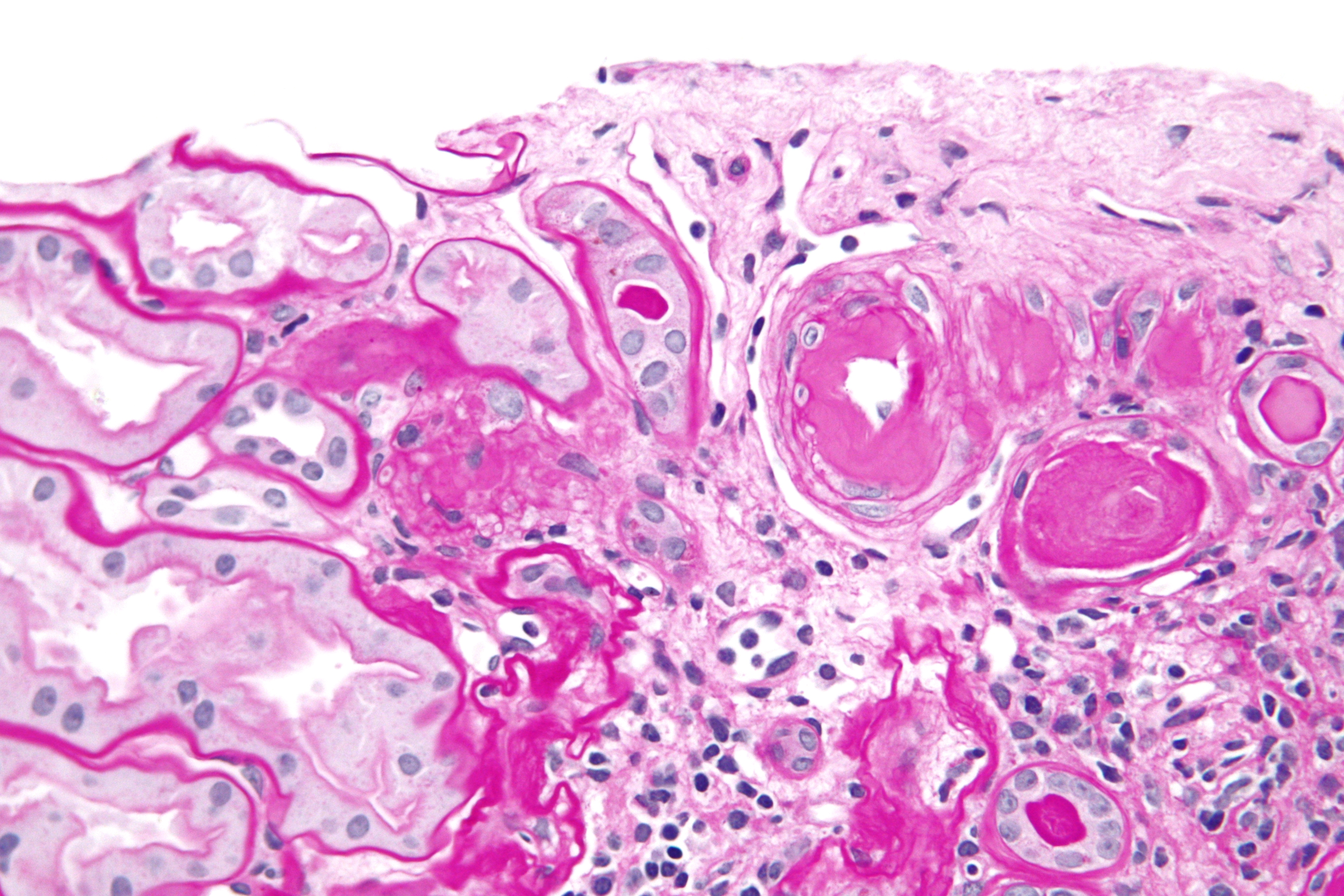
Micrografia d'un ronyó amb arterioloesclerosi hialina.

El terme hialí (en femení hialina) prové del grec: ὑάλινος, ‘vitri’ derivat també del grec ὕαλος, ‘cristall, vidre’) que fa referència a una substància amb aparença com de vidre.

## Histopatologia
En histopatologia mèdica una substància apareix vidrosa i rosada quan s'ha tenyit amb hematoxilina i eosina. Normalment és un material acel·lular i proteïnaceós. Un exemple és el cartílag hialí.

## Ictiologia i entomologia
En ictiologia i entomologia el terme hialí denota una substància transparent i incolora.

## Morfologia i anatomia dels fongs
En micologia, hialí es refereix a l'aspecte vitri d'una part del fong.